# El elemento del crimen
El elemento del crimen (en danés: Forbrydelsens element) es de las primeras películas dirigidas por el realizador danés Lars von Trier sin mencionar que fue la primera en generar un impacto de mayor apreciación por parte de la sociedad. El film, estrenado en 1984, es la primera parte de la trilogía europea, a la que siguen Epidemic (1987) y Europa (1991).

## Argumento
El detective Fisher (Michael Elphick), quien ha estado viviendo exiliado en El Cairo, decide tomar una sesión de hipnosis para aclarar los extraños sucesos derivados de su último caso. Así comenzará a rememorar una Europa pesadillesca, llena de oscuridad y decadencia, en la que sigue el rastro de un asesino en serie conocido como "El asesino de la lotería", quien suele estrangular y mutilar a chicas vendedoras de billetes de lotería. Su método de búsqueda estará basado en un libro titulado El elemento del crimen, escrito por Osborne (Esmond Knight), su antiguo mentor, y quien parece haber enloquecido. El método descrito en el libro de Osborne requiere que el detective trate de hacer empatía con la mente del criminal, con lo que Fisher comenzará a comportarse igual que el propio asesino, con consecuencias desastrosas.

## Reparto
- Michael Elphick como Fisher.
- Esmond Knight como Osborne.
- Me Me Lai como Kim.
- Jerold Wells como Kramer.
- Ahmed El Shenawi como el psicoanalista.